# Боришев
Боришев (пол. Boryszew) — село в Польщі, у гміні Вйонзовна Отвоцького повіту Мазовецького воєводства.
Населення — 340 осіб (2011).
У 1975-1998 роках село належало до Варшавського воєводства.

## Демографія
Демографічна структура станом на 31 березня 2011 року:
|          | Загалом | Допрацездатний вік | Працездатний вік | Постпрацездатний вік |
| -------- | ------- | ------------------ | ---------------- | -------------------- |
| Чоловіки | 171     | 31                 | 122              | 18                   |
| Жінки    | 169     | 38                 | 103              | 28                   |
| Разом    | 340     | 69                 | 225              | 46                   |